# Большой Медиак
Большой Медиак — деревня в Кулуевском сельском поселении, Аргаяшского района, Челябинской области. 

## Географическое положение
Расположена в юго-восточной части района, на берегу озера Медиак. Расстояние по дороге до центра Кулуева — 12 км.

## История
Деревня основана во 2-й половине 19 века в Мухаметкулуевской волости (Челябинского уезда Оренбургской губернии). 
Во время Гражданской войны на территории деревни шли ожесточённые  бои между частями Двадцать седьмой стрелковой дивизии красных и Тринадцатой Сибирской стрелковой дивизии белых.

## Население
| 2002 | 2010 |
| ---- | ---- |
| 214  | ↘202 |

(в 1900 — 308, в 1916 — 334, в 1970 — 236, в 1983 — 71, в 1995 — 54)

## Улицы
- Переулок 8 Марта
- Улица 8 Марта
- Дачная улица

## Инфраструктура
- Библиотека
- Школа
- ЗАО «Кулуево»

## Известные уроженцы
- Курбангалиев, Мухаммед-Габдулхай (1889—1972) — башкирский просветитель, религиозный, политический и общественный деятель.